# Le Mystère de l'atelier quinze
Pour plus de détails, voir Fiche technique et Distribution.
Le Mystère de l'atelier de quinze est un court métrage français de André Heinrich et Alain Resnais, sorti en 1957.

## Synopsis
Il s'agit d'un documentaire sur les maladies professionnelles tourné en 1957 à l'usine Francolor de Oissel (76) sous forme d'une enquête scientifique pour découvrir l'origine d'un mal mystérieux dont est atteint un ouvrier d'un atelier de l'usine.
La vision cauchemardesque et hallucinée de l'usine, ainsi qu'une construction narrative pleine de suspense font de ce court-métrage un chef d’œuvre du genre.

## Fiche Technique
- Réalisateur : André Heinrich et Alain Resnais
- Scénario : Rémo Forlani
- Photographie : Sacha Vierny
- Opérateur : Ghislain Cloquet
- Montage : Anne Sarraute
- Musique : Pierre Barbaud
- Tourné en France
- Producteur : Jacqueline Jacoupy - Les Films Jacqueline Jacoupy
- Format : Noir et blanc - 35 mm - Son mono
- Durée : 18 minutes

## Distribution
- Jean Burgot : Renard
- Yves Peneau : Le médecin du travail
- Jean-Pierre Grenier : Le narrateur